# Еклер
Еклер је врста ситног пецива издуженог облика. Прави се од лаганог теста (енгл. choux pastry; фр. pâte à choux), изнутра испуњено кремом и најчешће преливен чоколадом.
Тесто које се, такође, користи и за припрему других колача као што су профитероле или француске крофне се обликује дугуљасто, након чега се пече док не буде хрскаво и шупљикаво изнутра. Оно садржи само путер, воду, брашно и јаја. Висок ниво влаге у тесту омогућава да се током печења створе паре које праве тесто ваздушастим.
Охлађена пецива се пуне филовима различитих укуса као што је ванила, рум, карамела, чоколада, кафа.

## Историја
Порекло овог пецива није много познато, представља производ еволуције хране. Генерално је прихваћено да је настало у Француској током 19. века. Све до 1850. године водило се под називом „хлеб од Војвоткиње” (фр. pain à la duchesse) или „мала Војвоткиња” (фр. petite duchesse). Историчари хране и данас спекулишу да су еклери првобитно направљени од стране познатог кувара пецива француског племства Мари-Антоан Карем..
Први познати рецепт на енглеском језику за еклере се појављује у кувару „Бостонска школа кувања” (Boston Cooking School Cook Book by Mrs. D.A. Lincoln) објављену 1884. године.

## Етимологија
Еклер (Éclair) је француска реч за муњу или бљесак муње. Објашњење за такав назив потиче из два разлога. Први је да пециво блиста када је обложено посластичарском глазуром, а други да је пециво веома укусно, и брзо се једе (у трену).

## Нутритивне вредности

#### 100 грама еклера садржи
- масноће 16
- угљени хидрати 24
- протеини 6
- калијум 117
- магнезијум 15
- калцијум 63
- натријум 337
- гвожђе 1,2

## Технике пуњења
Уколико се избегне припрема лаганог теста, техника њиховог пуњења се састоји у сечењу пецива на пола, након чега се испуни свежим кремом. Недостатак овог поступка доводи до већег излагања теста ваздуху, због чега оно губи своју влагу и ствара се окорели слој на тесту. Коришћењем лаганог теста, унутрашња шупљина остаје нетакнута и свежа након убризгавања крема.

## Еклери данас
Данас су еклери традиционални део француских пекара у свету. До данас рецепт је доживео најзначајнију промену што се тиче пуњења, па су тако данас познати еклери са укусом фила од зелене кафе или крема од лимуна. Како се мења сезона воћа, тако се мењају и укуси ове посластице.